# Lubine
Lubine är en kommun i departementet Vosges i regionen Grand Est (tidigare regionen Lorraine) i nordöstra Frankrike. Kommunen ligger i kantonen Provenchères-sur-Fave som tillhör arrondissementet Saint-Dié-des-Vosges. År 2022 hade Lubine 245 invånare.

## Befolkningsutveckling
Antalet invånare i kommunen Lubine
| Referens: INSEE |